# Enric Reyna Martínez
Enric Reyna Martínez (ur. 15 maja 1940 w Barcelonie) - prezes klubu piłkarskiego FC Barcelona w roku 2003. W roku 2000 został członkiem zarządu klubu, a od 2002 pełnił funkcję wiceprezesa.
Objął stanowiska 12 lutego 2003 roku, zastępując Joana Gasparta. W trakcie swojej prezesury zajmował się głównie sprawami budowlanymi. Ze stanowiska ustąpił po wyborach na prezesa w 2003 roku.